# Зоран Стојановић
Зоран Т. Стојановић (18. јул 1968) је српски политичар. Био је посланик у Народној скупштини Србије од 2005. до 2007. године и заменик градоначелника општине Владичин Хан од 2008. до 2013. године. Тренутно је одборник у Скупштини општине Владичин Хан. Стојановић је члан Демократске странке Србије (ДСС).

## Приватна каријера
Стојановић је рођен у Владичином Хану, у тадашњој СР Србији у СФРЈ. Одрастао је у заједници, дипломирао је на Правном факултету Универзитета у Нишу, а вратио се у Владичин Хан да ради као адвокат.

## Политичар

### Парламентарац
Стојановић је на парламентарним изборима у Србији 2003. добио осамдесет пето место на изборној листи ДСС-а. Листа је освојила педесет три мандата, а Стојановић првобитно није изабран у скупштинску делегацију своје странке. (Од 2000. до 2011. године, мандати на српским изборима су се додељивали странкама и коалицијама спонзорима, а не појединачним кандидатима, а уобичајена пракса је била да се мандати додељују бројчаним редоследом. Стојановић је могао да буде изабран за делегата ДСС у старту. посланика упркос својој листи на листи, али он није.) Међутим, добио је мандат 19. априла 2005. као замена за другог члана странке. ДСС је у то време била доминантна странка у српској коалиционој влади, Стојановић је био у скупштини као присталица владе.
ДСС је на парламентарним изборима 2007. и 2008. године учествовала у савезу са Новом Србијом. Стојановић се оба пута нашао на изборној листи савеза, али ниједном није изабран за мандат.
Изборни систем у Србији реформисан је 2011. године, тако да су мандати додељени по нумеричком реду кандидатима на успешним листама. Стојановић је на парламентарним изборима 2012. добио 101. место на листи ДСС-а и није изабран када је листа освојила само двадесет један мандат. На парламентарним изборима 2014. године, на којима странка није прешла изборни цензус, нашао се на 209. месту листе ДСС-а и на 42. месту комбиноване листе ДСС- Двери на изборима 2016. године, на којој је листа освојио само тринаест мандата.
ДСС је на парламентарним изборима у Србији 2020. изашла као доминантна странка у савезу МЕТЛА 2000, а Стојановић се нашао на једанаестом месту на њеној листи. Директан избор са ове позиције био је вероватан, али листа на крају није прешла цензус да освоји било који мандат.
Стојановић је од 2021. године члан Извршног одбора ДСС-а.

### Општинска политика
Стојановић је био оснивач ДСС у Владичином Хану 2000. године и више пута је био у Скупштини општине. После локалних избора у Србији 2008, именован је за заменика председника општине. Предводио је локалну листу ДСС на локалним изборима 2012; листа је освојила три мандата, ДСС је поново учествовао у локалној коалиционој власти, а Стојановић је после избора постављен на други мандат за заменика председника општине. Крајем 2013. промена општинских савеза довела је до тога да је Стојановић смењен на месту заменика председника општине и вратио се у Скупштину општине.
Листа ДСС–Двери није успела да пређе изборни цензус у Владичином Хану на локалним изборима 2016, а Стојановић, који се нашао на челу листе, изгубио је место у локалној скупштини. Предводио је листу МЕТЛА 2000 за Владичин Хан на локалним изборима 2020 и поново је изабран када је листа освојила само један мандат.